# Río Cenepa
El río Cenepa es un río del Perú, un afluente del río Marañón que discurre por la región Amazonas. Tiene una longitud de 185 km.
El río Cenepa nace en la cordillera del Cóndor, casi en la frontera entre el Perú y Ecuador. Discurre íntegramente por la provincia de Condorcanqui (distrito de El Cenepa). El río discurre siempre en dirección sur, bañando las localidades de Huampani (11 236 hab. en 2005) y Orellana, donde desemboca en el río Marañón por su ribera izquierda. La cuenca del río Cenepa está al oeste de la del Santiago, otro tributario del Marañón. 
Sus principales afluentes son los ríos Comaina y Numpatkaim. Toda su cuenca pertenece muy poco habitada y explorada.

## Historia
En su territorio se llevaron a cabo en 1995 las acciones de la Guerra del Cenepa, un conflicto fronterizo en la cordillera del Cóndor. Que involucro a Ecuador y a Perú en un conflicto armado por territorio fronterizo.